# Molophilus pauperculus
Molophilus pauperculus är en tvåvingeart som beskrevs av Alexander 1929. Molophilus pauperculus ingår i släktet Molophilus och familjen småharkrankar. Inga underarter finns listade i Catalogue of Life.